# Peter Lübeke
Peter Lübeke (* 26. November 1952 in Perleberg; † 22. Juli 2022) war ein deutscher Fußballspieler.

## Karriere
Lübeke spielte einschließlich der Saison 1969/70 in der Jugend des badischen Vereins SV Renchen. 1970 entdeckte ihn Gerhard Heid, der Talentspäher des Hamburger SV und holte ihn nach Hamburg. Von 1971 bis 1973 war er Mitglied des Bundesligakaders des Hamburger SV. Von dort wechselte er zum 1. FC Saarbrücken in die Regionalliga. In der Saison 1973/74 errang Lübeke mit den Saarländern Platz zwei in der Liga. Dieser berechtigte zur Aufstiegsrunde zur Bundesliga, in der der Verein den letzten Platz belegte. In der folgenden Saison ging es für den 1. FC Saarbrücken durch die Einführung der 2. Bundesliga in dieser neuen Liga weiter. Nach einem Jahr wechselte Lübeke zurück in die Bundesliga zu Bayer 05 Uerdingen. Nach einem weiteren Jahr verließ er Deutschland Richtung Spanien, wo er in der Primera División bei Hércules Alicante spielte. Bereits nach einer Saison kehrte er 1977 nach Deutschland zu Eintracht Braunschweig zurück. 1978 spielte er kurzzeitig bei Ajax Amsterdam, kehrte dann aber zur Eintracht zurück, von der er 1980 zur SVG Einbeck wechselte. Nach seiner Zeit als Fußballspieler war er in der Saison 1985/86 ein Jahr lang Trainer der SVG Einbeck.
Von 1987 bis 1991 sowie von 1993 bis 1997 trainierte er den SV Alfeld.
Im Jahr 2002 übernahm er für kurze Zeit das Traineramt beim insolvenzbedrohten 1. SC Göttingen 05. Damals versuchte er, den Verein zu unterstützen, indem er auf eigene Rechnung Trainingsbälle kaufte sowie 10.000 gelbe Feuerzeuge mit dem Aufdruck „Die Legende lebt“.
Peter Lübeke spielte außerdem bis in die 2010er Jahre aktiv in der Traditionsmannschaft des Hamburger SV.